# Vaccine Adverse Event Reporting System
Il Vaccine Adverse Event Reporting System (VAERS) è un programma statunitense per la sicurezza dei vaccini, co-gestito dai centri statunitensi per il controllo e la prevenzione delle malattie Centers for Disease Control and Prevention (CDC) e la Food and Drug Administration (FDA). L'obiettivo principale di questo strumento è quello di individuare eventuali reazioni avverse talmente rare da non essere apparse all'interno dei test clinici.
VAERS, il Vaccine Safety Datalink (VSD) e il Clinical Immunization Safety Assessment (CISA) Network sono strumenti mediante i quali il CDC e la FDA monitorano la sicurezza dei vaccini per adempiere al loro dovere di enti regolatori incaricati di proteggere gli individui. Il CDC avverte che non è possibile stabilire una correlazione causa effetto dai dati VAERS, per studi di questo tipo ci si affida al VSD.
L'ente europeo incaricato del medesimo compito è l'EudraVigilance, naturalmente possiede le stesse limitazioni dei VAERS.
Durante la pandemia di COVID-19, questo database è stato ampiamente utilizzato per condividere disinformazione riguardo ai vaccini.

## Origini
Il programma è una conseguenza del National Childhood Vaccine Injury Act (NCVIA) del 1986, che richiede agli operatori sanitari di segnalare:
- Qualsiasi evento elencato dal produttore del vaccino come controindicazione a dosi successive del vaccino.
- Qualsiasi evento elencato nella tabella degli eventi segnalabili che si verifica entro il periodo di tempo specificato dopo la vaccinazione. I dati vengono memorizzati elettronicamente dal CDC nel Vaccine Safety Datalink (VSD).

VAERS è stata fondata nel 1990, ed è gestita congiuntamente dalla FDA e dal CDC, pensato per agire come una sorta di "sistema di allerta precoce", un modo per medici e ricercatori di identificare possibili reazioni impreviste o effetti collaterali della vaccinazione per ulteriori studi.

## Attività
Ogni anno il VAERS riceve almeno 50.000 segnalazioni di eventi avversi a seguito dell'immunizzazione da parte di oltre 10 milioni di vaccini. Gli usi con priorità più alta dei dati includono segnalazioni di decessi e altri eventi avversi gravi, il riconoscimento e l'individuazione di effetti avversi e la scoperta di eventi avversi inattesi che coinvolgono nuovi vaccini. I dati VAERS vengono utilizzati anche per monitorare le reazioni note ai vaccini e per la sorveglianza dei lotti di vaccini. Il sistema è stato utilizzato nel 1999 per identificare un vaccino contro il rotavirus che aveva un aumentato rischio di una condizione di ostruzione intestinale e la ricerca ha portato alla sospensione dell'uso del vaccino.

## Utilizzi nella ricerca
Molti ricercatori medici utilizzano il VAERS per studiare gli effetti della vaccinazione. VAERS avverte i ricercatori che utilizzano il suo database che i dati non dovrebbero essere utilizzati isolatamente per trarre conclusioni su causa ed effetto. Tuttavia, i dati grezzi di VAERS sono stati utilizzati nel contenzioso sui vaccini per supportare l'affermazione che i vaccini causano l'autismo. 

## Limitazioni ed abusi
Come altri sistemi di segnalazione spontanea, VAERS ha diverse limitazioni, tra cui sottosegnalazione, segnalazioni non verificate, qualità dei dati incoerente e dati inadeguati sul numero di persone vaccinate. A causa della struttura aperta e accessibile del programma e della sua disponibilità di rapporti non verificati, i dati VAERS incompleti vengono spesso utilizzati in affermazioni false sulla sicurezza del vaccino. I Centers for Disease Control and Prevention (CDC) hanno segnalato che i dati grezzi del VAERS non sono sufficienti per determinare se un vaccino può causare un particolare evento avverso.
Durante la pandemia di COVID-19 , i dati grezzi VAERS sono stati spesso diffusi da gruppi anti-vaccino al fine di giustificare la disinformazione e le affermazioni sulla sicurezza relative ai vaccini COVID-19 , comprese le reazioni avverse e i presunti decessi che si dice siano stati causati dai vaccini.